# Équipe des Pays-Bas de Coupe Davis
L'équipe des Pays-Bas de Coupe Davis représente les Pays-Bas à la Coupe Davis. Elle est placée sous l'égide de la Fédération hollandaise de tennis.

## Historique
Créée en 1920, l'équipe des Pays-Bas de Coupe Davis affronte cette année-là l'Afrique du Sud sur la terre battue d'Arnhem et la paire Christiaan van Lennep-Arthur Diemer-Kool l'emporte sur Charles Winslow et Louis Raymond. En raison d'un couteux déplacement, ils déclarent ensuite forfait face aux États-Unis. Désormais associés à la vedette Hendrik Timmer, ils parviennent en finale européenne en 1925 où ils sont battus par la France de Borotra et Lacoste. Timmer et van Lennep sont également demi-finaliste de l'édition 1928 face à la Tchécoslovaquie.
Les décennies suivantes sont moins prolifiques sur le plan des résultats en raison de l'absence de joueur de stature internationale. Il faut attendre l'arrivée de Tom Okker en 1964 pour voir les Pays-Bas obtenir un succès notable sur la Hongrie d'István Gulyás. Okker sera toutefois rapidement écarté de l'équipe en raison de son statut de joueur professionnel à la fin des années 1960.
Les Pays-Bas évoluent en division continentale dans les années 1980 où l'équipe est alors représentée par Michiel Schapers et Huub van Boeckel. Le Groupe Mondial est atteint pour la première fois en 1990. Entre 1993 et 1997, elle parvient à quatre reprises en quart de finale grâce à des joueurs tels que Paul Haarhuis, Richard Krajicek et Jacco Eltingh. Elle obtient son meilleur résultat en 2001 en atteignant les demi-finales de l'épreuve contre la France à Rotterdam après avoir éliminé l'Espagne et l'Allemagne. L'équipe est composée durant cette campagne de Raemon Sluiter, Sjeng Schalken, Paul Haarhuis et Jan Siemerink.
Quart de finalistes en 2004 et 2005, les Pays-Bas quittent le groupe mondial en 2007 après 15 ans de présence consécutive et passent plusieurs années en première division continentale, marquées par trois qualifications pour le premier tour en 2009, 2014 et 2018. Robin Haase et Thiemo de Bakker sur les principaux joueurs hollandais de cette période.
Depuis 2021, l'équipe s'articule autour de Tallon Griekspoor et Botic van de Zandschulp pour les matchs de simple, ainsi que de Wesley Koolhof, Matwé Middelkoop et Robin Haase pour les matchs de double. Cette formation atteint la phase finale de la compétition en 2022 et 2023.

## Joueurs de l'équipe
- Tallon Griekspoor
- Botic van de Zandschulp
- Robin Haase
- Matwé Middelkoop
- Wesley Koolhof
- Jean-Julien Rojer

## Anciens joueurs notables
La liste ci-dessous reprend les joueurs qui ont disputé au moins quinze matchs en Coupe Davis pour l'équipe des Pays-Bas.
Mise à jour en février 2024.
| Joueur                | 1re sélection | Matchs | V-D   | V-D simple | V-D double | Rencontres | Années |
| --------------------- | ------------- | ------ | ----- | ---------- | ---------- | ---------- | ------ |
| Hendrik Timmer        | 1923          | 65     | 43-22 | 32-15      | 11-7       | 26         | 13     |
| Robin Haase           | 2006          | 57     | 32-25 | 32-15      | 10-10      | 28         | 15     |
| Paul Haarhuis         | 1990          | 49     | 31-18 | 15-8       | 16-10      | 27         | 16     |
| Hans van Swol         | 1937          | 39     | 18-21 | 8-16       | 10-5       | 16         | 12     |
| Arthur Diemer-Kool    | 1920          | 38     | 25-13 | 13-11      | 12-2       | 15         | 8      |
| Michiel Schapers      | 1982          | 36     | 23-13 | 14-10      | 9-3        | 15         | 9      |
| Tom Okker             | 1964          | 35     | 15-20 | 10-13      | 5-7        | 13         | 11     |
| Sjeng Schalken        | 1996          | 34     | 21-13 | 15-12      | 6-1        | 17         | 10     |
| Thiemo de Bakker      | 2008          | 34     | 18-16 | 16-14      | 2-2        | 21         | 11     |
| Louk Sanders          | 1975          | 32     | 16-16 | 13-12      | 3-4        | 14         | 8      |
| Jan Siemerink         | 1991          | 27     | 17-10 | 13-8       | 4-2        | 16         | 10     |
| Christiaan van Lennep | 1920          | 26     | 14-12 | 6-10       | 8-2        | 12         | 7      |
| Huub van Boeckel      | 1980          | 23     | 12-11 | 2-6        | 10-5       | 15         | 9      |
| Jan Hordijk           | 1969          | 23     | 12-11 | 9-7        | 3-4        | 9          | 6      |
| Fred Hughan           | 1932          | 22     | 4-18  | 1-15       | 3-3        | 8          | 7      |
| Pieter van Eijsden    | 1958          | 21     | 6-15  | 4-11       | 2-4        | 10         | 8      |
| Willem Maris          | 1958          | 21     | 4-17  | 3-10       | 1-7        | 8          | 6      |
| Alfred Dehnert        | 1954          | 18     | 8-10  | 5-7        | 3-3        | 6          | 4      |
| Jan Hajer             | 1964          | 18     | 5-13  | 4-9        | 1-4        | 7          | 5      |
| Fred Hemmes           | 1971          | 18     | 7-11  | 4-8        | 3-3        | 8          | 5      |
| Jean-Julien Rojer     | 2012          | 17     | 10-7  | 0-0        | 10-7       | 17         | 10     |
| Tom Nijssen           | 1986          | 17     | 8-9   | 6-8        | 2-1        | 7          | 5      |
| Raemon Sluiter        | 2001          | 17     | 6-11  | 6-10       | 0-1        | 12         | 7      |
| Jacco Eltingh         | 1992          | 16     | 10-6  | 2-4        | 8-2        | 11         | 7      |
| Jesse Huta Galung     | 2006          | 16     | 6-10  | 4-8        | 2-2        | 11         | 8      |
| Hans van Dalsum       | 1955          | 15     | 6-9   | 3-6        | 3-3        | 7          | 5      |
| Mark Koevermans       | 1988          | 15     | 8-7   | 6-3        | 2-4        | 8          | 5      |
| Richard Krajicek      | 1991          | 15     | 7-8   | 6-8        | 1-0        | 9          | 8      |

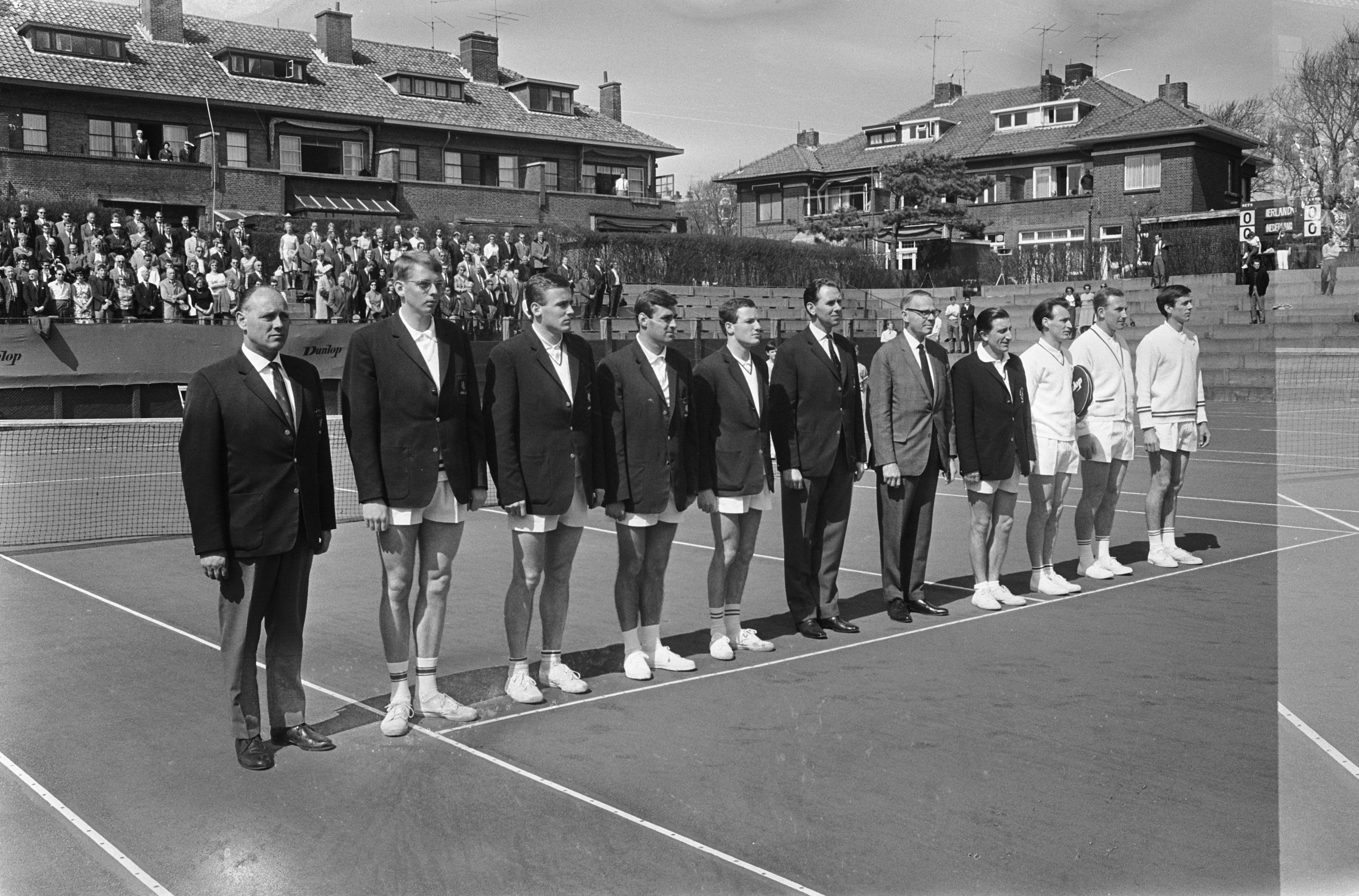
La sélection hollandaise face à l'Afrique du Sud en 1966
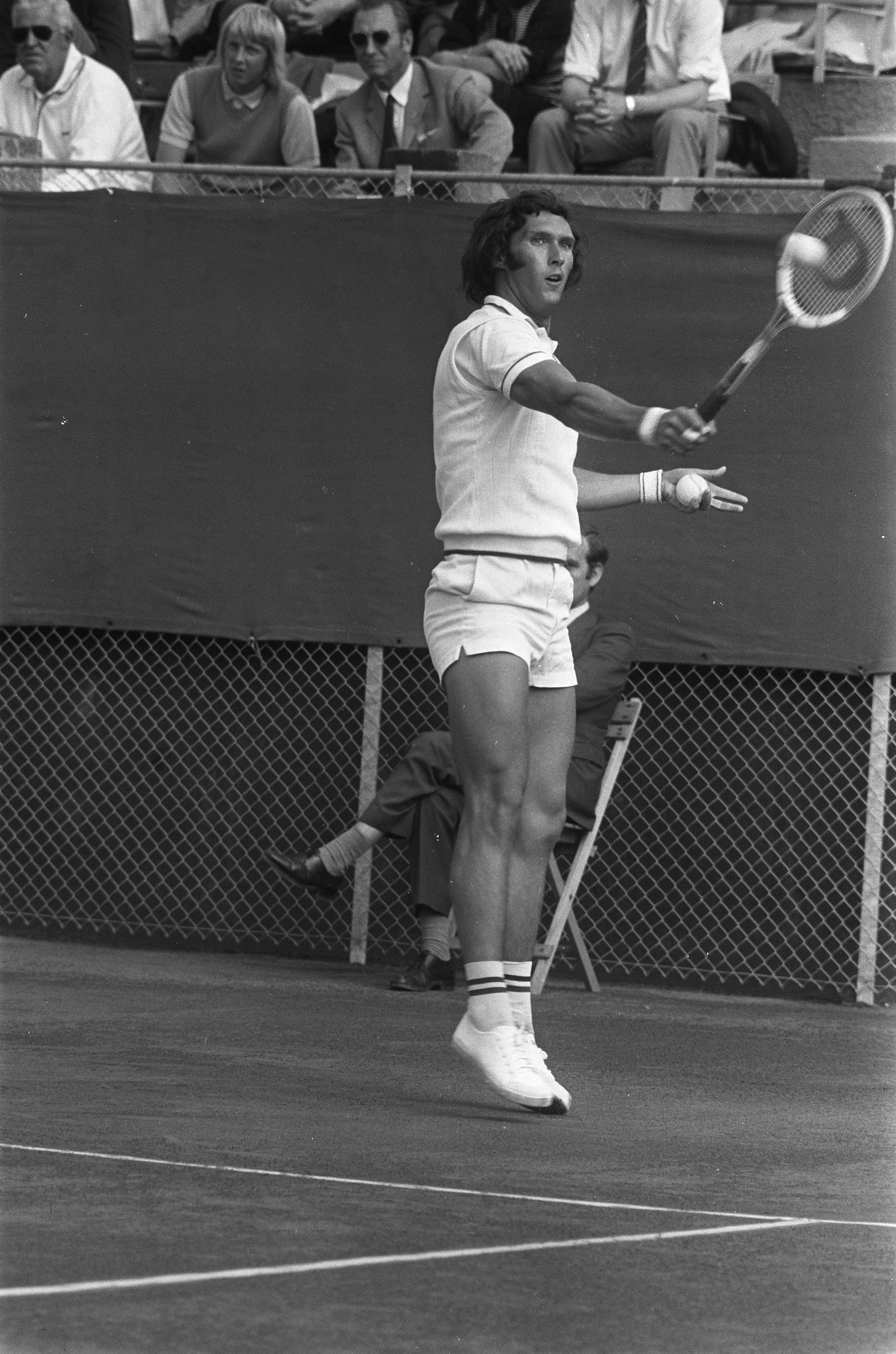
Jan Hordijk lors de la Coupe Davis 1973
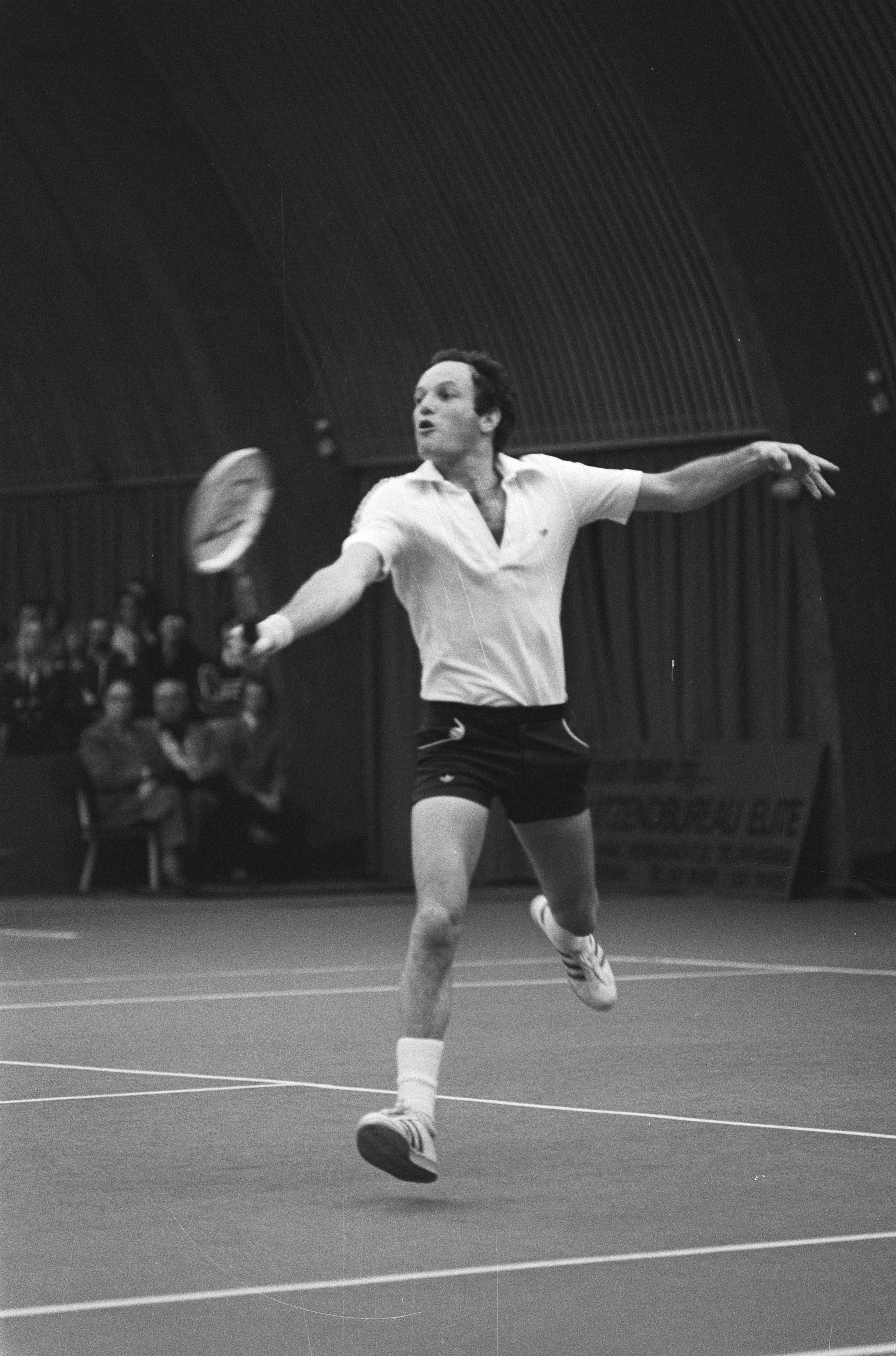
Tom Okker lors de la Coupe Davis 1979